# De Vogelwachters
De Vogelwachters is een beeldengroep op de rotonde op de kruising tussen de op- en afrit van de A1 en de Wakkerendijk (N221) in de Nederlandse gemeente Eemnes. 

## Beschrijving
De Wakkerendijk bood vroeger veiligheid tegen de Zuiderzee. De vogelwachter tuurt ontspannen in zijn hemdje door een verrekijker naar het drooggemalen buitengebied. Hij ziet daarbij niet de grutto’s achter hem, maar aanschouwt het landschap vol geschiedenis. De vogelwachter wijst vanaf zijn krukje op de drukke kruising naar de natuur en stilte van de omgeving.
De 6 meter brede beeldengroep De Vogelwachters is gemaakt van gelakt epoxy. Voor de stevigheid is het beeld intern versterkt met bewapening. Zo ontstond een onderhoudsarm, vandalismebestendig en duurzaam beeld. 
Het kunstwerk is een ontwerp van kunstenaars Albert Dedden en Paul Keizer uit Deventer.

## Weidevogelgebied
Het kunstwerk kwam tot stand na overleg tussen omwonenden, de provincie Utrecht, gemeente en kunstenaars. De provincie Utrecht stimuleert initiatieven vanuit de omgeving die de band tussen mensen en hun leefomgeving versterken. Eemnes ligt in een agrarische omgeving. Wie Eemnes vanaf de westzijde binnenrijdt vanaf de A27 komt langs twee rotondes met een koeienbeeld. Het buitengebied van Eemnes wordt aan de oostkant gekenmerkt door de vogels in het weidevogelgebied. De grutto staat symbool voor het polderlandschap. De locatie ligt dicht bij de achterliggende Eempolder, een van de plekken in Nederland waar de meeste grutto’s broeden.

## Verkeersveiligheid
Er gebeurden op de onveilige kruising met de afrit van de A1 vaak ongelukken. De rotonde werd in 2024 aangelegd om de afwikkeling van het verkeer op de Wakkerendijk veiliger te maken en de doorstroming van het verkeer te verbeteren. Het ontwerp is transparant, van licht materiaal en ‘veert mee’ bij een mogelijke aanrijding.